# On with the Show!
On with the Show! – amerykański film z 1929 roku. Pierwszy pełnokolorowy i pełnodźwiękowy film.